# هوفکیرشن بای هارتبرگ
هوفکیرشن بای هارتبرگ (به آلمانی: Hofkirchen bei Hartberg) یک منطقهٔ مسکونی در اتریش است که در هارتبرگ فورستنفلد واقع شده‌است. هوفکیرشن بای هارتبرگ ۶٫۶۲ کیلومتر مربع مساحت دارد ۴۲۲ متر بالاتر از سطح دریا واقع شده‌است.